# Grup de l'ettringita
El grup de l'ettringita és un grup d'oxisals complexes de calci i metalls que engloba anions sulfats, carbonats, borats, silicats i germanats. Està format per quinze espècies: bentorita, buriatita, carraraïta, charlesita, chiyokoïta, ettringita, hielscherita, imayoshiïta, jouravskita, kottenheimita, micheelsenita, siwaqaïta, sturmanita, tatarinovita, thaumasita.
| Bentorita     | Ca₆(Cr³⁺,Al)₂(SO₄)₃(OH)₁₂·26H₂O              |
| Buriatita     | Ca₃(Si,Fe,Al)(SO₄)[B(OH)₄]O(OH)₅·12H₂O       |
| Carraraïta    | Ca₃(SO₄)[Ge(OH)₆](CO₃)·12H₂O                 |
| Charlesita    | Ca₆(Al,Si)₂(SO₄)₂[B(OH)₄](OH,O)₁₂·26H₂O      |
| Chiyokoïta    | Ca₃Si(CO₃)[B(OH)₄]O (OH)₅·12H₂O              |
| Ettringita    | Ca₆Al₂(SO₄)₃(OH)₁₂·26H₂O                     |
| Hielscherita  | Ca₃Si(SO₄)(SO₃)(OH)₆·11H₂O                   |
| Imayoshiïta   | Ca₃Al(CO₃)[B(OH)₄](OH)₆·12H₂O                |
| Jouravskita   | Ca₃Mn4+(SO₄)(CO₃)(OH)₆·12H₂O                 |
| Kottenheimita | Ca₃Si(SO₄)₂(OH)₆·12H₂O                       |
| Micheelsenita | (Ca,Y)₃Al(HPO₄,CO₃)(CO₃)(OH)₆·12H₂O          |
| Siwaqaïta     | Ca₆Al₂(CrO₄)₃(OH)₁₂·26H₂O                    |
| Sturmanita    | Ca₆(Fe³⁺,Al,Mn³⁺)₂(SO₄)₂[B(OH)₄](OH)₁₂·25H₂O |
| Tatarinovita  | Са₃Al(SO₄)[B(OH)₄](OH)₆·12H₂O                |
| Thaumasita    | Ca₃(SO₄)[Si(OH)₆](CO₃)·12H₂O                 |

## Galeria

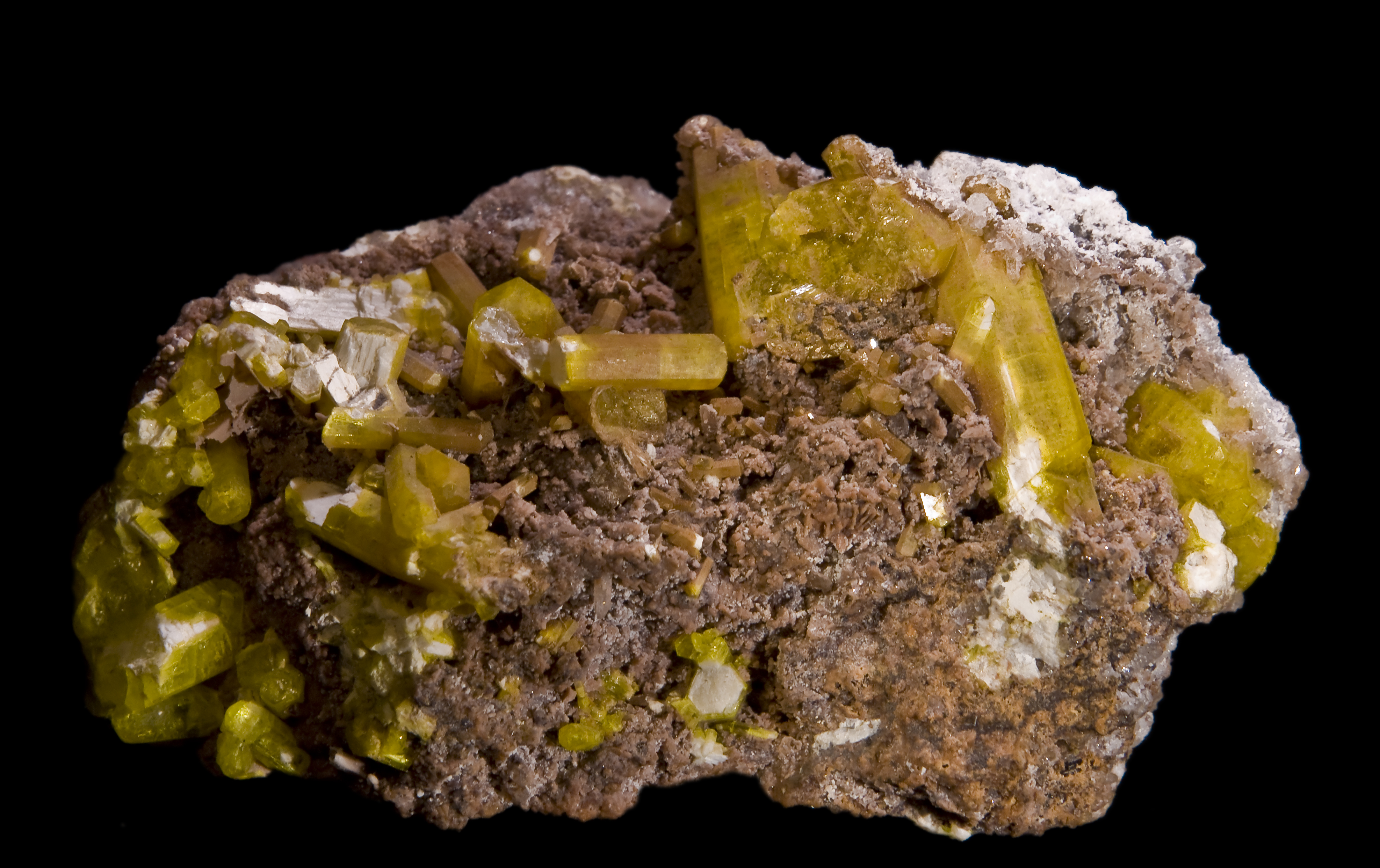
Ettringita
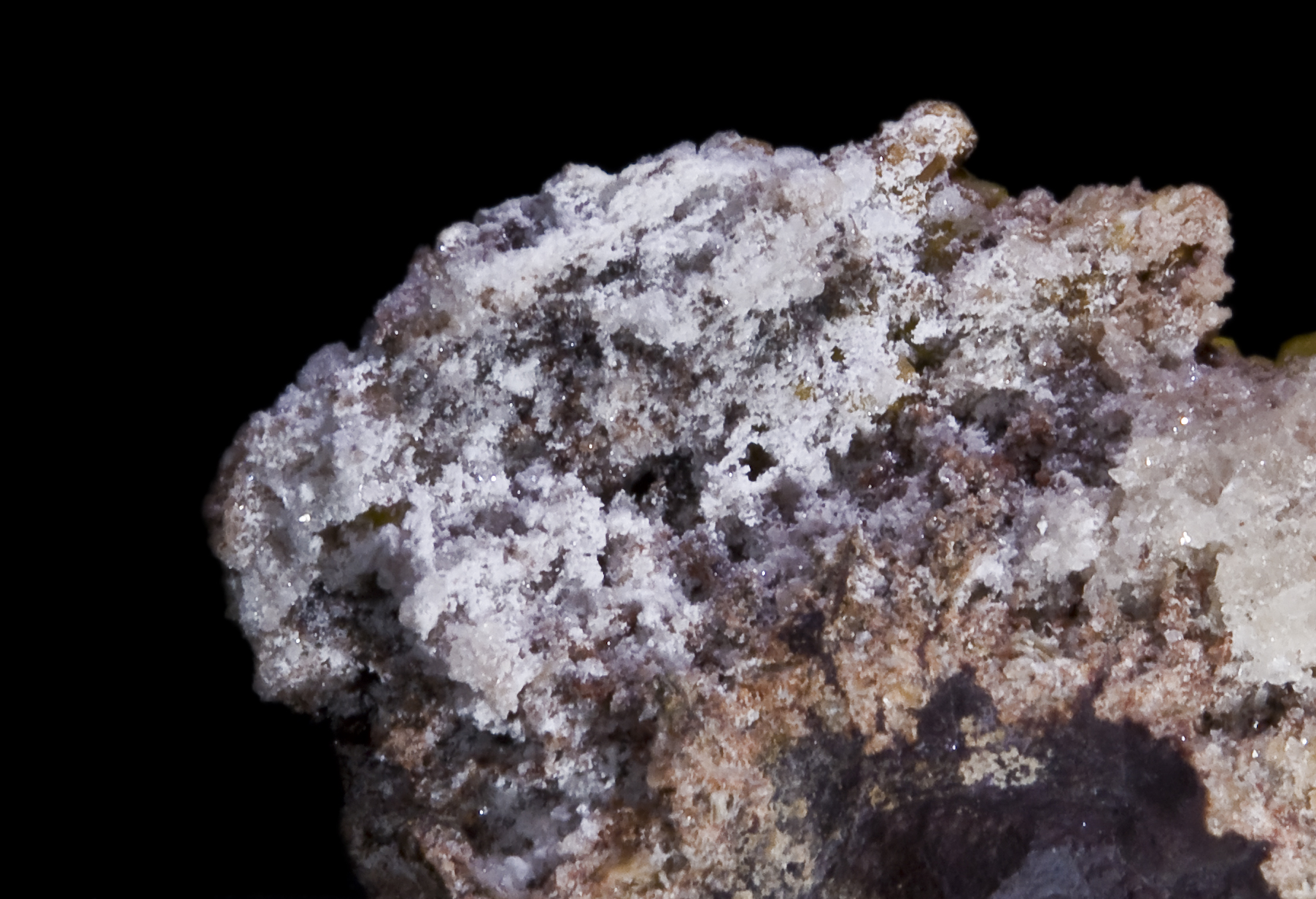
Charlesita
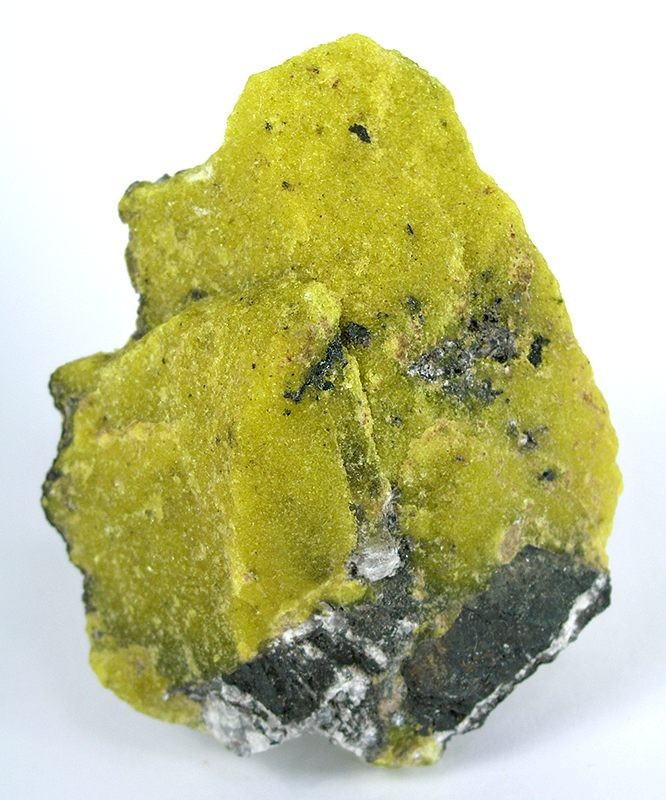
Jouravskita
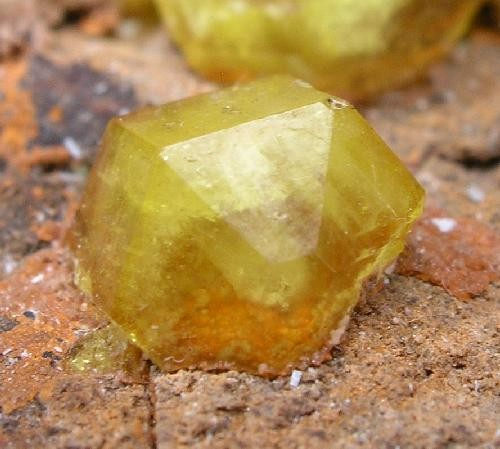
Sturmanita
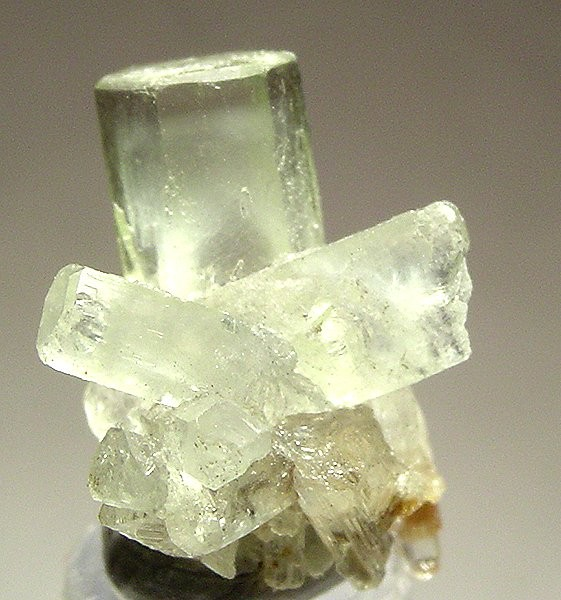
Thaumasita